# Le Chauchet
Le Chauchet település Franciaországban, Creuse megyében. Lakosainak száma 105 fő (2022. január 1.). Le Chauchet Peyrat-la-Nonière, Saint-Julien-le-Châtel, Saint-Loup, Saint-Priest és Tardes községekkel határos.

## Népesség
A település népességének változása:
| Lakosok száma | 184  | 130  | 104  | 104  | 110  | 111  | 109  | 105  | 101  | 105  |
|               | 1968 | 1982 | 1990 | 2006 | 2013 | 2015 | 2017 | 2019 | 2020 | 2022 |